# Мглинский район
Мгли́нский райо́н — административно-территориальная единица (район) и муниципальное образование (муниципальный район) в Брянской области России.
Административный центр — город Мглин.

## География
Расположен на северо-западе области. Площадь района — 1088,4 км². Основные реки — Ипуть, Воронуса.

## История
5 июля 1944 года Указом Президиума Верховного Совета СССР была образована Брянская область, в состав которой, наряду с другими, был включен и Мглинский район. В период реформ 1963—1966 годов район был временно упразднён, а его территория относилась к Унечскому району.

## Население
15548 человека Оценка численности населения Брянской области по городским округам и муниципальным районам (округам) на 1 января 2023 года
| 2002    | 2009    | 2010    | 2011    | 2012    | 2013    | 2014    | 2015    | 2016    |
| ------- | ------- | ------- | ------- | ------- | ------- | ------- | ------- | ------- |
| 22 551  | ↘20 323 | ↘19 458 | ↘19 334 | ↘19 057 | ↘18 620 | ↘18 355 | ↘18 293 | ↘18 200 |
| 2017    | 2018    | 2019    | 2020    | 2021    |         |         |         |         |
| ↘17 716 | ↘17 167 | ↘16 546 | ↘16 297 | ↘15 960 |         |         |         |         |

### Урбанизация
В городских условиях (г. Мглин) проживают 43,35 % населения района.

### Национальный состав
По итогам переписи населения 2020 года проживали следующие национальности (национальности менее 0,1 % и другое, см. в сноске к строке «Другие»):
| Национальность | Численность, чел. | Доля     |
| -------------- | ----------------- | -------- |
| Русские        | 14 571            | 91,30 %  |
| Украинцы       | 41                | 0,26 %   |
| Армяне         | 24                | 0,15 %   |
| Другие         | 1324              | 8,29 %   |
| Итого          | 15 960            | 100,00 % |

## Административно-муниципальное устройство
Мглинский район в рамках административно-территориального устройства области, включает 4 административно-территориальные единицы, в том числе 1 городской административный округ и 3 сельских административных округа.
Мглинский муниципальный район в рамках муниципального устройства, включает 4 муниципальных образования нижнего уровня, в том числе 1 городское поселение и 3 сельских поселения:
| № | Муниципальное образование            | Административный центр | Количество населённых пунктов | Население (чел.) | Площадь (км²) |
| - | ------------------------------------ | ---------------------- | ----------------------------- | ---------------- | ------------- |
| 1 | Мглинское городское поселение        | город Мглин            | 1                             | ↘6919            | 27.15         |
| 2 | Ветлевское сельское поселение        | деревня Ветлевка       | 41                            | ↘3676            | 350.25        |
| 3 | Краснокосаровское сельское поселение | деревня Красные Косары | 50                            | ↗2821            | 474.80        |
| 4 | Симонтовское сельское поселение      | село Симонтовка        | 34                            | ↘2544            | 236.20        |

История муниципального устройства
После муниципальной реформы 2005 года, сначала в муниципальном районе к 1 января 2006 года было создано 13 муниципальных образований нижнего уровня местного самоуправления, в том числе 1 городское поселение (Мглинское) и 12 сельских поселений:
1. Беловодское сельское поселение
2. Вельжичское сельское поселение
3. Ветлевское сельское поселение
4. Высокское сельское поселение
5. Краснокосаровское сельское поселение
6. Молодьковское сельское поселение
7. Новоромановское сельское поселение
8. Новочешуйковское сельское поселение
9. Осколковское сельское поселение
10. Симонтовское сельское поселение
11. Соколовское сельское поселение
12. Шумаровское сельское поселение

Законом Брянской области от 8 мая 2019 года были упразднены:
- Вельжичское, Новоромановское и Осколковское сельские поселения — включены в Ветлевское сельское поселение;
- Молодьковское, Новочешуйковское и Шумаровское сельские поселения — включены в Краснокосаровское сельское поселение;
- Беловодское, Высокское, Соколовское сельские поселения — включены в Симонтовское сельское поселение.

## Населённые пункты
Всего в районе насчитывается 126 населённых пунктов, в том числе город Мглин.
| №   | Населённый пункт | Тип     | Население | Муниципальное образование            |
| --- | ---------------- | ------- | --------- | ------------------------------------ |
| 1   | Мглин            | город   | ↘6919     | Мглинское городское поселение        |
| 2   | Авраменков       | хутор   | ↘2        | Краснокосаровское сельское поселение |
| 3   | Алексеевский     | хутор   | ↘16       | Ветлевское сельское поселение        |
| 4   | Антоненков       | хутор   | 6         | Краснокосаровское сельское поселение |
| 5   | Архиповка        | деревня | ↘41       | Краснокосаровское сельское поселение |
| 6   | Беловодка        | посёлок | ↘475      | Симонтовское сельское поселение      |
| 7   | Борец            | посёлок | ↘4        | Симонтовское сельское поселение      |
| 8   | Борщов           | посёлок | ↘80       | Симонтовское сельское поселение      |
| 9   | Бурчак           | деревня | ↘76       | Симонтовское сельское поселение      |
| 10  | Бушевщина        | посёлок | ↘46       | Ветлевское сельское поселение        |
| 11  | Быковка          | деревня | ↘264      | Краснокосаровское сельское поселение |
| 12  | Васильевка       | деревня | ↘5        | Краснокосаровское сельское поселение |
| 13  | Великая Дуброва  | село    | ↘276      | Симонтовское сельское поселение      |
| 14  | Великий Бор      | посёлок | ↘98       | Краснокосаровское сельское поселение |
| 15  | Вельжичи         | село    | ↘287      | Ветлевское сельское поселение        |
| 16  | Велюханы         | деревня | ↘212      | Ветлевское сельское поселение        |
| 17  | Ветлевка         | деревня | ↘405      | Ветлевское сельское поселение        |
| 18  | Владимировка     | посёлок | ↗9        | Ветлевское сельское поселение        |
| 19  | Водославка       | посёлок | ↗14       | Краснокосаровское сельское поселение |
| 20  | Войтовка         | деревня | ↗128      | Симонтовское сельское поселение      |
| 21  | Вормино          | село    | ↘138      | Ветлевское сельское поселение        |
| 22  | Воробьёвка       | деревня | ↗1        | Краснокосаровское сельское поселение |
| 23  | Высокое          | село    | ↘309      | Симонтовское сельское поселение      |
| 24  | Гапоновка        | деревня | ↘26       | Краснокосаровское сельское поселение |
| 25  | Голяковка        | деревня | ↘123      | Краснокосаровское сельское поселение |
| 26  | Гриневка         | посёлок | ↘0        | Ветлевское сельское поселение        |
| 27  | Деремна          | село    | ↘256      | Ветлевское сельское поселение        |
| 28  | Дивовка          | село    | ↘401      | Ветлевское сельское поселение        |
| 29  | Дуброва          | посёлок | ↘27       | Ветлевское сельское поселение        |
| 30  | Дунаевщина       | посёлок | →3        | Симонтовское сельское поселение      |
| 31  | Еловец           | посёлок | →4        | Краснокосаровское сельское поселение |
| 32  | Ельники          | посёлок | →1        | Краснокосаровское сельское поселение |
| 33  | Зайцовка         | посёлок | ↗60       | Ветлевское сельское поселение        |
| 34  | Заречье          | посёлок | ↘46       | Ветлевское сельское поселение        |
| 35  | Заречье          | посёлок | →14       | Симонтовское сельское поселение      |
| 36  | Заречье          | посёлок | ↘3        | Ветлевское сельское поселение        |
| 37  | Зелёная Роща     | посёлок | ↘0        | Симонтовское сельское поселение      |
| 38  | Зелёный Гай      | посёлок | ↘17       | Симонтовское сельское поселение      |
| 39  | Зимодровка       | деревня | ↘8        | Симонтовское сельское поселение      |
| 40  | Кабановка        | хутор   | →21       | Краснокосаровское сельское поселение |
| 41  | Кадецк           | деревня | ↘3        | Краснокосаровское сельское поселение |
| 42  | Калининский      | посёлок | →2        | Краснокосаровское сельское поселение |
| 43  | Католино         | село    | ↘97       | Краснокосаровское сельское поселение |
| 44  | Кипти            | деревня | ↘5        | Краснокосаровское сельское поселение |
| 45  | Киселёвка        | деревня | →13       | Краснокосаровское сельское поселение |
| 46  | Кокоты           | деревня | ↘10       | Краснокосаровское сельское поселение |
| 47  | Колодезки        | деревня | ↘52       | Краснокосаровское сельское поселение |
| 48  | Конопаковка      | деревня | ↘51       | Симонтовское сельское поселение      |
| 49  | Корунский        | посёлок | ↘11       | Ветлевское сельское поселение        |
| 50  | Косенки          | деревня | →10       | Краснокосаровское сельское поселение |
| 51  | Красная Ковалиха | посёлок | →0        | Симонтовское сельское поселение      |
| 52  | Красногорки      | деревня | ↘5        | Краснокосаровское сельское поселение |
| 53  | Красные Косары   | деревня | ↘319      | Краснокосаровское сельское поселение |
| 54  | Красный          | посёлок | ↘19       | Ветлевское сельское поселение        |
| 55  | Красный Источник | посёлок | ↗100      | Симонтовское сельское поселение      |
| 56  | Крымок           | посёлок | →0        | Краснокосаровское сельское поселение |
| 57  | Курчичи          | село    | ↘180      | Ветлевское сельское поселение        |
| 58  | Лайковка         | деревня | →3        | Симонтовское сельское поселение      |
| 59  | Ленинский        | посёлок | ↘8        | Краснокосаровское сельское поселение |
| 60  | Ленинский Уголок | посёлок | ↘9        | Симонтовское сельское поселение      |
| 61  | Лещовка          | деревня | →3        | Краснокосаровское сельское поселение |
| 62  | Липки            | посёлок | ↘8        | Ветлевское сельское поселение        |
| 63  | Луговец          | село    | ↗431      | Краснокосаровское сельское поселение |
| 64  | Луговка          | деревня | ↗34       | Краснокосаровское сельское поселение |
| 65  | Лукавица         | деревня | ↘3        | Краснокосаровское сельское поселение |
| 66  | Ляховка          | посёлок | ↘4        | Ветлевское сельское поселение        |
| 67  | Малая Деременка  | деревня | →7        | Ветлевское сельское поселение        |
| 68  | Мглинщина        | посёлок | ↗90       | Симонтовское сельское поселение      |
| 69  | Медведьки        | посёлок | ↘21       | Ветлевское сельское поселение        |
| 70  | Молодьково       | село    | ↘336      | Краснокосаровское сельское поселение |
| 71  | Московский       | посёлок | →0        | Симонтовское сельское поселение      |
| 72  | Нетяговка        | село    | ↘234      | Симонтовское сельское поселение      |
| 73  | Нижняя Дуброва   | посёлок | ↘20       | Симонтовское сельское поселение      |
| 74  | Николаевка       | деревня | ↘28       | Краснокосаровское сельское поселение |
| 75  | Новая Жизнь      | посёлок | ↘26       | Симонтовское сельское поселение      |
| 76  | Новая Жизнь      | посёлок | →6        | Симонтовское сельское поселение      |
| 77  | Новая Романовка  | село    | ↘537      | Ветлевское сельское поселение        |
| 78  | Новые Чешуйки    | село    | ↘299      | Краснокосаровское сельское поселение |
| 79  | Осколково        | село    | ↘458      | Ветлевское сельское поселение        |
| 80  | Парфеновка       | деревня | ↗21       | Краснокосаровское сельское поселение |
| 81  | Первое Мая       | посёлок | ↘20       | Симонтовское сельское поселение      |
| 82  | Передовик        | посёлок | ↘1        | Симонтовское сельское поселение      |
| 83  | Петровка         | посёлок | ↘14       | Ветлевское сельское поселение        |
| 84  | Петьково         | посёлок | ↘42       | Ветлевское сельское поселение        |
| 85  | Подгаев          | посёлок | ↘13       | Ветлевское сельское поселение        |
| 86  | Полховка         | деревня | ↘86       | Ветлевское сельское поселение        |
| 87  | Помазовка        | деревня | ↗24       | Симонтовское сельское поселение      |
| 88  | Попелевка        | деревня | ↘198      | Ветлевское сельское поселение        |
| 89  | Портники         | посёлок | →12       | Ветлевское сельское поселение        |
| 90  | Прогресс         | посёлок | ↘20       | Симонтовское сельское поселение      |
| 91  | Пугачовка        | посёлок | →14       | Краснокосаровское сельское поселение |
| 92  | Разгонов         | посёлок | ↘1        | Симонтовское сельское поселение      |
| 93  | Разрытое         | село    | ↘25       | Ветлевское сельское поселение        |
| 94  | Резуновщина      | посёлок | ↗23       | Симонтовское сельское поселение      |
| 95  | Репище           | посёлок | →0        | Краснокосаровское сельское поселение |
| 96  | Рудня            | деревня | ↘51       | Краснокосаровское сельское поселение |
| 97  | Санники          | деревня | ↘48       | Ветлевское сельское поселение        |
| 98  | Седки            | хутор   | ↘9        | Ветлевское сельское поселение        |
| 99  | Селянка          | посёлок | ↘5        | Ветлевское сельское поселение        |
| 100 | Семёновка        | посёлок | →0        | Симонтовское сельское поселение      |
| 101 | Семки            | село    | ↘368      | Ветлевское сельское поселение        |
| 102 | Симонтовка       | село    | ↘504      | Симонтовское сельское поселение      |
| 103 | Слобода          | деревня | ↘11       | Краснокосаровское сельское поселение |
| 104 | Соколовка        | село    | ↘263      | Симонтовское сельское поселение      |
| 105 | Старая Романовка | деревня | ↘341      | Ветлевское сельское поселение        |
| 106 | Старые Чешуйки   | деревня | ↘41       | Краснокосаровское сельское поселение |
| 107 | Степной          | посёлок | ↘2        | Ветлевское сельское поселение        |
| 108 | Трусовка         | деревня | ↘86       | Ветлевское сельское поселение        |
| 109 | Филоновка        | посёлок | ↗9        | Краснокосаровское сельское поселение |
| 110 | Халимонки        | посёлок | →0        | Ветлевское сельское поселение        |
| 111 | Харновка         | деревня | ↘35       | Краснокосаровское сельское поселение |
| 112 | Хомяковка        | деревня | ↘5        | Краснокосаровское сельское поселение |
| 113 | Хоружовка        | деревня | ↗15       | Краснокосаровское сельское поселение |
| 114 | Цинка            | деревня | ↘82       | Краснокосаровское сельское поселение |
| 115 | Черновица        | деревня | ↗62       | Краснокосаровское сельское поселение |
| 116 | Черноводка       | деревня | ↘96       | Симонтовское сельское поселение      |
| 117 | Черноручье       | деревня | ↗21       | Краснокосаровское сельское поселение |
| 118 | Шабловка         | посёлок | ↘22       | Краснокосаровское сельское поселение |
| 119 | Шеверды          | село    | ↘178      | Симонтовское сельское поселение      |
| 120 | Шелудьки         | посёлок | →5        | Ветлевское сельское поселение        |
| 121 | Шимоновский      | хутор   | ↘8        | Краснокосаровское сельское поселение |
| 122 | Шумарово         | село    | ↘625      | Краснокосаровское сельское поселение |
| 123 | Шутиловка        | посёлок | ↗1        | Краснокосаровское сельское поселение |
| 124 | Ясенок           | посёлок | ↘6        | Краснокосаровское сельское поселение |
| 125 | Ясная Поляна     | посёлок | ↘71       | Ветлевское сельское поселение        |
| 126 | Ястребец         | посёлок | ↘7        | Ветлевское сельское поселение        |

## Экономика
Выращивают зерновые культуры, картофель, овощи. Разводят крупный рогатый скот, свиней, овец, птицу.
В связи с дефицитом рабочих мест, в Мглинском районе наблюдается массовый отток молодёжи и трудоспособного населения в более крупные населённые пункты, такие как Брянск и Москва.

## Достопримечательности
- Курганные группы радимичских захоронений в урочище Сосонки западнее села Луговца и около хутора Клинок на левом берегу Воронусы[29].

## Русская православная церковь
Успенский собор

## Известные уроженцы и жители
- Кондрат, Емельян Филаретович (1911, деревня Косари — 2002) — участник Великой Отечественной войны, Герой Советского Союза
- Новиков Иван Васильевич (1921, деревня Поповка — 1959) — участник Великой Отечественной войны, Герой Советского Союза